# Oscar Collazos
Oscar Collazos (* 1942 in Bahía Solano im Departamento del Chocó; † 17. Mai 2015 in Bogotá) war ein kolumbianischer Schriftsteller und Journalist.

## Leben
Er wuchs in Bahía Solano und Buenaventura auf und studierte in Bogotá Soziologie. Nach Aufenthalten in Paris und Kuba arbeitete er für mehrere kolumbianische Zeitungen. Unter anderen für El Tiempo, El Espectador, Occidente und für El País. In den 1970er Jahren leitete er die kubanische Außenstelle der Casa de las Américas. 1977 bis 1987 lebte er in West-Berlin. Vor seiner Rückkehr nach Kolumbien 1990 wurde er 1988 bis 1989 Mitarbeiter der Nachrichtenagentur EFE.
Das literarische Werk Collazos besteht aus mehreren einaktigen Theaterstücken, Erzählbänden, sowie Romanen. Sein Stück El soldado Paz que nunca fue a la guerra wurde beim Festival Nacional de Arte 1966 mit dem ersten Preis ausgezeichnet. Thematisch kreist er um die sozialen und psychischen Probleme der kolumbianischen Arbeiterschaft.

## Werke
| - El verano también moja las espaldas (1966) - Son de máquina (1968) - Esta mañana del mundo (1970) - Cuentos (1970) - Crónica de un tiempo muerto (1975) - Los días de la paciencia (1976) | - Memoria compartida (1978) - Todo o nada (1979) - Jóvenes, pobres amantes (1983) - Tal como el fuego fatuo (1986) - Fugas (1988) - Las trampas del exilio (1992) | - Adiós a la virgen (1994) - Morir con papá (1997) - La ballena varada (1997) - La modelo asesinada (1999) - El exilio y la culpa (2002) - Rencor (2006) |